# St.-Manchán-Schrein
Der St.-Manchán-Schrein (mittelirisch Scrín Mancháin Maothla, irisch Scrín Naomh Maincín) ist ein irischer Reliquienschrein.
Der Schrein stammt ursprünglich aus Lemanaghan (irisch Liath Mancháin) und wird heute in der Kirche von Boherfadda (An Bóthar Fada) bei Ballycumber im County Offaly aufbewahrt. In Lemanaghan befinden sich die Ruinen eines Klosters dessen Gründung auf den heiligen Manchán von Lemanaghan (eigentlich: Manchán mac Silláin, † 664) zurückgeführt wird.
Der zeltförmige Schrein, der von der äußeren Form an zeltartige Gräber aus aufgestellten Steinplatten erinnert, wie sie z. B. beim Temple Cronan im County Clare erhalten sind, wurde etwa um 1130 in Clonmacnoise hergestellt.
Ein griechisches bronzenes Kreuz mit scheibenförmigen Enden und einem Mittelkreis wird von filigranen Ornamenten geziert und am Rand von ebensolchen Streifenbändern umrahmt. Eventuell dazugefügt wurden einst 14 kleine Figuren, von denen 11 erhalten sind. Eine der Figuren hält ein Beil. Es wird angenommen, dass es sich dabei um den heiligen Olaf von Norwegen handelt. Dass es sich nicht um Geistliche handelt, ist daraus zu schließen, dass keiner einen Bischofsstab hält, wie es bei den Figuren von White Island der Fall ist. Die ornamentale Arbeit ist eine Mischung des Wikingerstils und des altirischen. Der Schrein gehört zu den Kunstschätzen Irlands.